# Kowale (przystanek kolejowy)
Kowale – nieczynny wąskotorowy kolejowy przystanek osobowy w Kowalach, w województwie opolskim, w Polsce.